# Ryder Cup 1929
La 2ª edizione della Ryder Cup si tenne al Moortown Golf Club di Leeds, Inghilterra, tra il 26 ed il 27 aprile 1929.

## Formato
La Ryder Cup è un torneo match play, in cui ogni singolo incontro vale un punto. Dalla prima edizione fino al 1959, il formato consiste, il primo giorno, in incontri tra otto coppie, quattro per squadra, in "alternate shot" , mentre il secondo in otto singolari, per un totale di 12 punti; di conseguenza, per vincere la coppa sono necessari almeno 6½ punti. Tutti gli incontri sono giocati su un massimo di 36 buche.

## Squadre
Stati Uniti
- Walter Hagen — capitano
- Johnny Farrell
- Leo Diegel
- Gene Sarazen
- Johnny Golden
- Joe Turnesa
- Al Espinosa
- Ed Dudley
- Horton Smith
- Al Watrous

 Regno Unito
- George Duncan — capitano
- Charles Whitcombe
- Aubrey Boomer
- Abe Mitchell
- Ernest Whitcombe
- Archie Compston
- Fred Robson
- Henry Cotton

## Risultati

### Incontri 4 vs 4 del venerdì
| Regno Unito (bandiera) | Risultati | Stati Uniti (bandiera) |
| ---------------------- | --------- | ---------------------- |
| Whitcombe/Compston     | pareggio  | Farrell/Turnesa        |
| Boomer/Duncan          | 7 & 5     | Diegel/Espinosa        |
| Mitchell/Robson        | 2 & 1     | Sarazen/Dudley         |
| Whitcombe/Cotton       | 2 up      | Golden/Hagen           |
| 1½                     | Parziale  | 2½                     |
| 1½                     | Totale    | 2½                     |

### Singolari del sabato
| Regno Unito (bandiera) | Risultati | Stati Uniti (bandiera) |
| ---------------------- | --------- | ---------------------- |
| Charles Whitcombe      | 8 & 6     | Johnny Farrell         |
| George Duncan          | 10 & 8    | Walter Hagen           |
| Abe Mitchell           | 8 & 6     | Leo Diegel             |
| Archie Compston        | 6 & 4     | Gene Sarazen           |
| Aubrey Boomer          | 4 & 3     | Joe Turnesa            |
| Fred Robson            | 4 & 2     | Horton Smith           |
| Henry Cotton           | 4 & 3     | Al Watrous             |
| Ernest Whitcombe       | pareggio  | Al Espinosa            |
| 5½                     | Parziale  | 2½                     |
| 7                      | Totale    | 5                      |